# WinHelp
WinHelp (Microsoft Windows Help, .HLP) — формат файлов справки, разработанный компанией «Майкрософт» для организации справочной системы. Исходная информация подготавливается в форматах RTF (текст) и BMP (изображения), а затем с использованием компилятора генерируется бинарный файл с расширением HLP.

## Прекращение поддержки формата
На смену WinHelp пришёл формат HTMLHelp, поэтому поддержка WinHelp убрана из современных ОС семейства MS Windows. Так, например, Windows Vista и Windows 7 в штатной поставке нет средства просмотра файлов справки, созданных в формате WinHelp. Его требуется устанавливать дополнительно из Центра загрузок Microsoft. 

## Работа на платформах, отличных от Windows
Одним из вариантов работы с WinHELP является обратное преобразование его в RTF. Для POSIX-систем существует пакет helpdeco, с помощью которого можно осуществлять такое преобразование.